# Bahnhof Mettmann Stadtwald
Der Bahnhof Mettmann Stadtwald ist ein Bahnhof und einer von drei Schienenverkehrshalten in der nordrhein-westfälischen Stadt Mettmann. 500 m weiter westlich befindet sich der Haltepunkt Mettmann Zentrum. Der Bahnhof Mettmann Stadtwald wurde am 15. September 1879 eröffnet.

## Geschichte
Der Bahnhof wurde am 15. September 1879 mit der Bahnstrecke zusammen von der Deutschen Bahn in Betrieb genommen. 1998 übernahm die Regiobahn GmbH den Abschnitt Düsseldorf-Gerresheim – Dornap-Hahnenfurth von der Deutschen Bahn. Sie befuhr zunächst die Strecke mit der S 28 bis Mettmann Stadtwald, die Verlängerung der Linie über Hahnenfurth/Düssel (zu Wuppertal bzw. Wülfrath) und Wuppertal-Vohwinkel nach Wuppertal Hauptbahnhof erfolgte im Dezember 2020.
Der Bahnhof wurde 1879 unter dem Namen Mettmann eröffnet. 1999 im Zuge der Inbetriebnahme des S-Bahn-Verkehrs auf der Bahnstrecke Düsseldorf-Derendorf–Dortmund Süd wurde der Haltepunkt Mettmann in Mettmann Stadtwald umbenannt. Hintergrund war, dass bereits 1953 ca. 500 m westlich, nahe der Mettmanner Innenstadt, der Haltepunkt Mettmann West eröffnet wurde. Im Zuge des S-Bahn-Baus wurde dieser etwas nach Westen verlegt und mit modernster Ausstattung – insbesondere Aufzügen – versehen. Er heißt heute Mettmann Zentrum und ist fußläufig zur Innenstadt gelegen. Der Bahnhof Mettmann erhielt im Zuge dieser Umbenennung den Namen Mettmann Stadtwald, damit er besser vom Haltepunkt Mettmann Zentrum unterschieden werden konnte.
Der Bahnhof Mettmann Stadtwald wurde zeitgleich barrierefrei ausgebaut. Vor ihm befinden sich ein groß angelegter P+R-Parkplatz zusammen mit einer Bushaltestelle, von der zahlreiche Linien der Rheinbahn in alle Mettmanner Stadtteile sowie nach Wülfrath, Ratingen, Haan, Wuppertal und Velbert verkehren. Am Bahnhof befinden sich eine Abstellanlage der Regiobahn und eine moderne Wagenhalle, in der die Züge gewartet werden. Das denkmalgeschützte ehemalige Bahnhofsgebäude ist noch vorhanden und befindet sich heute in Privatbesitz.

## Bedienung

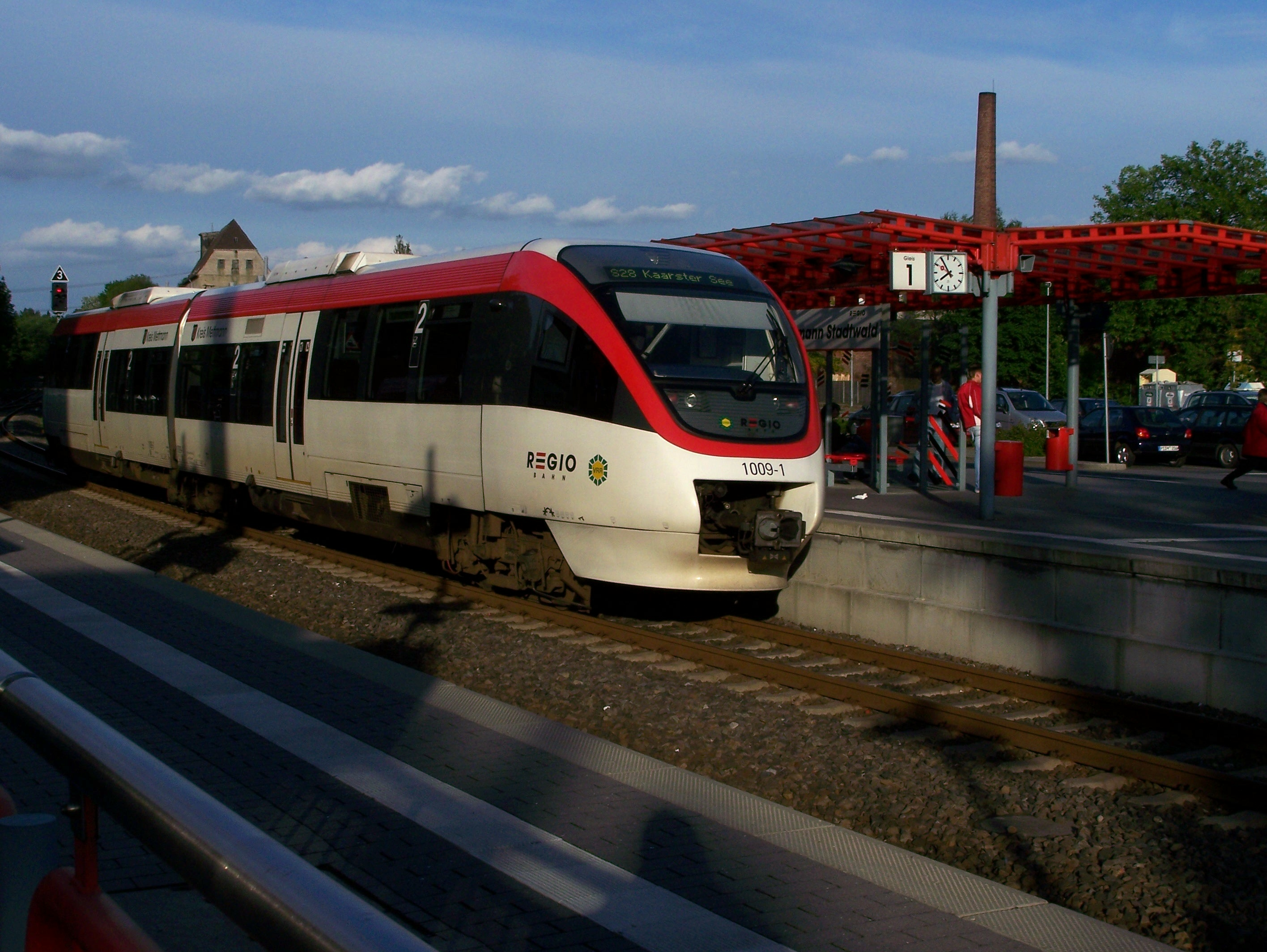
Regiobahn-Triebwagen am Bahnhof Mettmann Stadtwald

1998 übernahm die Regiobahn GmbH den Abschnitt Düsseldorf-Gerresheim – Dornap-Hahnenfurth von der Deutschen Bahn. Deren Linie S 28 begann am Bahnhof Mettmann Stadtwald, bevor sie Ende 2020 nach Wuppertal verlängert wurde.
| Linie | Verlauf | Takt                                                                                         |
| ----- | --- | -------------------------------------------------------------------------------------------- |
| S 28  | Kaarster See – Kaarster Bahnhof – Kaarst Mitte/Holzbüttgen – IKEA Kaarst – Neuss Hbf – NE Am Kaiser – NE Rheinpark-Center – D-Hamm – D-Völklinger Straße – D-Bilk – D-Friedrichstadt – Düsseldorf Hbf – D-Flingern – D-Gerresheim – Erkrath Nord – Neanderthal – Mettmann Zentrum – Mettmann Stadtwald – Hahnenfurth-Düssel – W-Vohwinkel – W-Zoologischer Garten – W-Steinbeck – Wuppertal Hbf Stand: Fahrplanwechsel Dezember 2023 | 20 min (wochentags) 20/40 min (Mettmann–Wuppertal wochentags) 30 min (Wochenenden/Feiertage) |
| SB 68 | Mettmann, Rudolf-Diesel-Straße1 – Posener Straße – Mettmann, Jubiläumsplatz – Mettmann Stadtwald – W-Hahnenfurth – Dornap, Postamt – Wieden, Schleife2 – Ohligsmühle (Wuppertal Hbf ) Mo–Sa nur tagsüber alle 60 min; Weitere Haltestellen zwischen 1 und 2 |                                                                                              |
| 742   | Mettmann, Jubiläumsplatz – Mettmann Zentrum – Mettmann Stadtwald – Haan-Gruiten, Dorf – Gruiten – Ellscheid – Haan, Nordstraße – Haan, Krankenhaus – Haan, Markt – Haan-Thienhausen, Carl-Barth-Straße |                                                                                              |
| 745   | Linienast 1: Mettmann, Rudolf-Diesel-Straße1 – Stübbenhaus – Mettmann-Zentrum 2 – Linienast 2: Mettmann, Jubiläumsplatz 3 → Mettmann Zentrum – Hauptlinienast: Bahnstraße – Mettmann Stadtwald 4 – Gewerbegebiet Ost, Böllenhöhe – Wuppertal-Hahnenfurth – Dornap Postamt – Wieden Schleife – Tesche – Wuppertal-Vohwinkel Bf. – Vohwinkel Schwebebahn 5                                                                             |                                                                                              |
| 746   | Velbert ZOB – Velbert, Christuskirche – Willy-Brandt-Platz – Tönisheide – Wülfrath-Stadtmitte – Mettmann, Jubiläumsplatz → Mettmann Zentrum → Mettmann Stadtwald |                                                                                              |
| 749   | D-Kaiserswerth, Klemensplatz – Schloss Kalkum – Ratingen-Tiefenbroich, Kaiserswerther Straße – Ratingen, Phillipstraße – Ratingen Mitte – Ratingen Ost – Ratingen-Schwarzbach, Schule Nußbaum – ME-Metzkausen, Kantstraße – Hassel – Florastraße – Mettmann, Jubiläumsplatz – Mettmann Zentrum – Mettmann Stadtwald |                                                                                              |
| O 10  | Mettmann Stadtwald – Mettmann-Süd, Mozartstraße – Mettmann Zentrum – Mettmann, Jubiläumsplatz – Kaldenberg – Kantstraße Ortsbus-Linie in Mettmann |                                                                                              |
| O 13  | Mettmann Stadtwald – Mettmann Zentrum – Rathaus – Mettmann-West – Danziger Straße – Mettmann, Jubiläumsplatz Ortsbus-Linie in Mettmann |                                                                                              |
| DL 6  | Mettmann Stadtwald – Mettmann Zentrum – Rathaus – Mettmann-West – Metzkausen – Kaldenberg – Mettmann, Jubiläumsplatz |                                                                                              |